# Moscatel de Alejandría

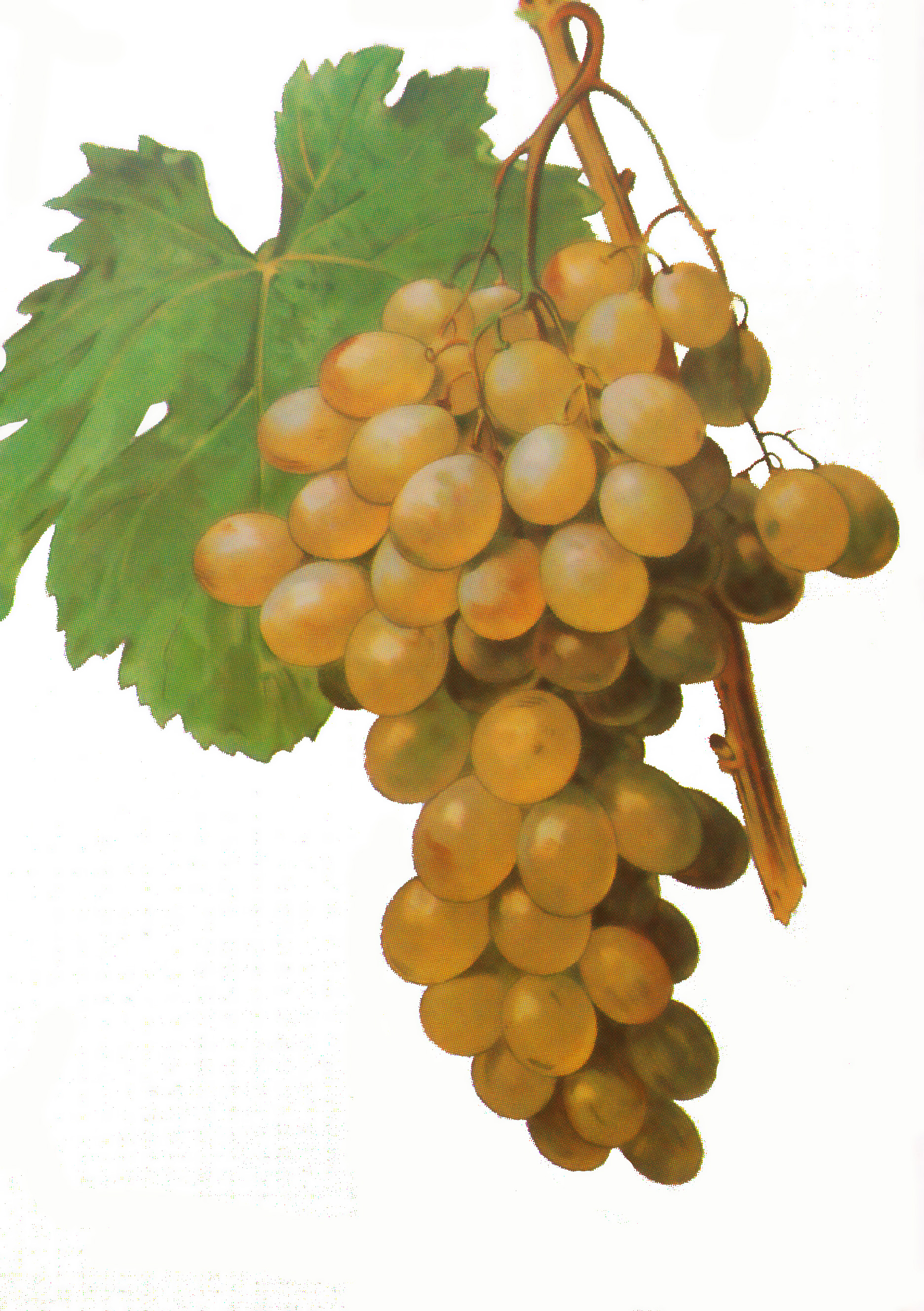
Moscatel de Alejandría en la obra de Viala y Vermorel.

La moscatel de Alejandría, también conocida como moscatel de grano gordo o moscatel de Chipiona, es una uva (vitis vinifera) blanca que forma parte de la familia moscatel.

## Regiones
Está considerada una "vid antigua", y los expertos en vino creen que es una de las más antiguas que quedan sin modificar genéticamente y que aún persisten. La uva se originó en el Norte de África, y el nombre probablemente deriva de su asociación con los antiguos egipcios que usaron la uva para hacer vino. Mientras hoy es cultivada principalmente como uva de mesa y para producción de pasas, es aún una uva importante en la industria del vino australiana y sudafricana. También se cultiva muy intensamente en la isla de Samos, en la región del Egeo del noreste de Grecia, y se dice que Cleopatra bebió vino moscatel procedente de allí. Se cree también que rivaliza con la francesa Beaume de Venise en su forma más refinada. Otros países que la cultivan son: Italia, Chile, Bolivia, Argentina, Portugal, Chipre, Perú y Francia. 
En España, está muy extendida en Andalucía y la Comunidad Valenciana. Además, también está presente con menos hectáreas en Cataluña, Castilla-La Mancha, Castilla y León, Aragón y Canarias. También está permitido su uso para la vinificación en Murcia, Extremadura, La Rioja, País Vasco y Baleares, aunque apenas tiene presencia en estas regiones. Está permitido su uso en todas las comunidades españolas para la producción de pasas.

## Viticultura
Es una variead típicamente mediterránea, que precisa sol y la influencia del mar. La vid prospera en un clima cálido y es particularmente sensible al frío durante su estación de florecimiento.
Es una variedad poco vigorosa, de porte erguido. Es resistente a la sequía y se adapta bien a terrenos de grava y a suelos ácidos. Es apta para ser cultivada en zonas muy cálidas y tiene un bajo rendimiento. Es muy sensible al oídio y es sensible al mildiu, a la araña roja y a las heladas de primavera.
Su recolección es de las más tempranas de España, debido a que las temperaturas del verano mediterráneo la hacen madurar de forma gradual y constante. Puede comenzar a mediados de agosto.

## Vinos
Con esta variedad se elaboran vinos blancos secos, dulces y blancos espumosos, tanto monovarietales como multivarietales. Así mismo, puede ser usado para mistelas, pasas, mostos y zumos. Su vino es muy aromático, con aromas elegantes y florales.
Esta uva crece en la provincia española de Málaga, donde es habitual elaborar con ella vinos dulces. Tradicionalmente, esto se hacía colocando los racimos al sol durante unos 20 días para que las uvas se secasen y se concentrasen los azúcares. En la actualidad se elaboran con varios métodos. A veces se incorpora en la fermentación un licor de uva (mistela) aunque otras veces se siguen empleando uvas secas, produciendo un vino con un 18 % de alcohol y mucha azúcar residual. Otras veces la moscatel de Alejandría se mezcla con la uva pedro ximénez, a veces importada de la región cordobesa de Montilla-Moriles. En la Comunidad Valenciana, se producen mistelas muy reconocidas en el triángulo que forman Godelleta, Cheste y Turis.
En Australia, la uva se usa a menudo en la producción de cream sherry ("crema de jerez" es una variedad común de jerez dulce hecho a partir de oloroso).
En Portugal, el vinho moscatel (vino moscatel) es un vino dulce ampliamente producido en la región de la península de Setúbal, justo al sur de Lisboa, así como en Favaios, Alijó y otras zonas del Duero portugués, en el Portugal septentrional.

## Sinónimos
La moscatel de Alejandría también es conocida como acherfield's early muscat, aggliko, albillo de Toro, aleksandrijski muskat, alexander muskat, alexandriai muskotally, alexandrian frontignan, alexandriski muskat, anglico, angliko, apostoliatiko, argelino, augibi, augibi blanc, augibi de muscat, augibi muscat, augihi muscat, bornova misketi, bowood muscat, broccula, cabas à la reine, charlesworth tokay, chasselas fleur d'oranger, chasselas musqué, cibeben muskateller, cibib, cibib muskatani bijeli, damascener weiss muscat, damaszkuszi muskotally, daroczy musko, englesiko, escholada superba, fruity lexia, gerosolimitana bianca, gordo, gris de muscat, hanepoot, hbiqui, isidori, iskenderiye misketi, iskendiriye misketi, jubi, jubi blanc, kabridja, kabrija, kalabrija, málaga, málaga blanc, malakay, meski, moscatel, moscatel bianco, moscatel blanco, moscatel de Aleyandria, moscatel de Chipiona, moscatel de España, moscatel de grano gordo, moscatel de jesus, moscatel de lanzarote, moscatel de málaga, moscatel de samso, moscatel de Setúbal, moscatel de Valencia, moscatel flamenco, moscatel gordo, moscatel gordo blanco, moscatel gorrón, moscatel groso, moscatel málaga, moscatel real, moscatel roma, moscatel romano, moscatel romano blanco, moscatel ulmancia, moscatellone, moscatelon, moscatelone, moscato di Alessandria, moscato di Calabria, moscato di pantellaria, moscato di pantelleria, moscato gordo, moscato romano, moschato alexandrias, moschato limnou, muscat, muscat a gros grains, muscat bowood, muscat caminada, muscat candia, muscat croquant, muscat d'alesandrie, muscat d'alexandrie, muscat d'alexandrie blanc, muscat d'alexandrie de raf raf, muscat d'espagne, muscat de Alexandria, muscat de caminada, muscat de Jerusalem, muscat de kelibia, muscat de Raf-raf, muscat de Rivesaltes, muscat de Roma, muscat de Rome, muscat de Sagunto, muscat de sale, muscat escholata, muscat flame, muscat gardo, muscat gordo blanco, muscat grec, muscat llansa, muscat primavis, muscat romain, muscat tynningham, muscataiu, muscatdamascener weiss, muscatellone di espagna, muscato romano, muskat aleksandriiskii, muskat etolyata, muskat krupni, muskat mali, muskat rapski, muskat veliki, pais myuske, panse muscade, panse muscat, panse musque, panse musquee, paradisia, pasa de Málaga, pascal muscat, passe muscat, raisin de Málaga, raisin du husaco, roode hanepoot, ryton muscat, salamanca, salamanna, salamanna bianca, salamonica, seralamanna, smirnai szagos, spanier weiss, tamaiioasa de Alexandria, tokay musqué, tottenham park muscat, tynningham muscat, uva aceituna, vanille raisin, vizaca, white hanepoot, white muscat of alexandria, white muscat of lunel, white romain, zibeben-muscateller weisser, zibibbo, zibibbo blanco, zibibbo di pantelleria, zibibbu, zibibbu di sicilia, zihibbo, zihibbo di marcellinaria, zihibbo di milazzo, zihibbo di pantelleria, zihibbo di Termini, zihibbo di Trapani, zihibbo hianco moscato y zihibbu di Sicilia.